# Leif Berger

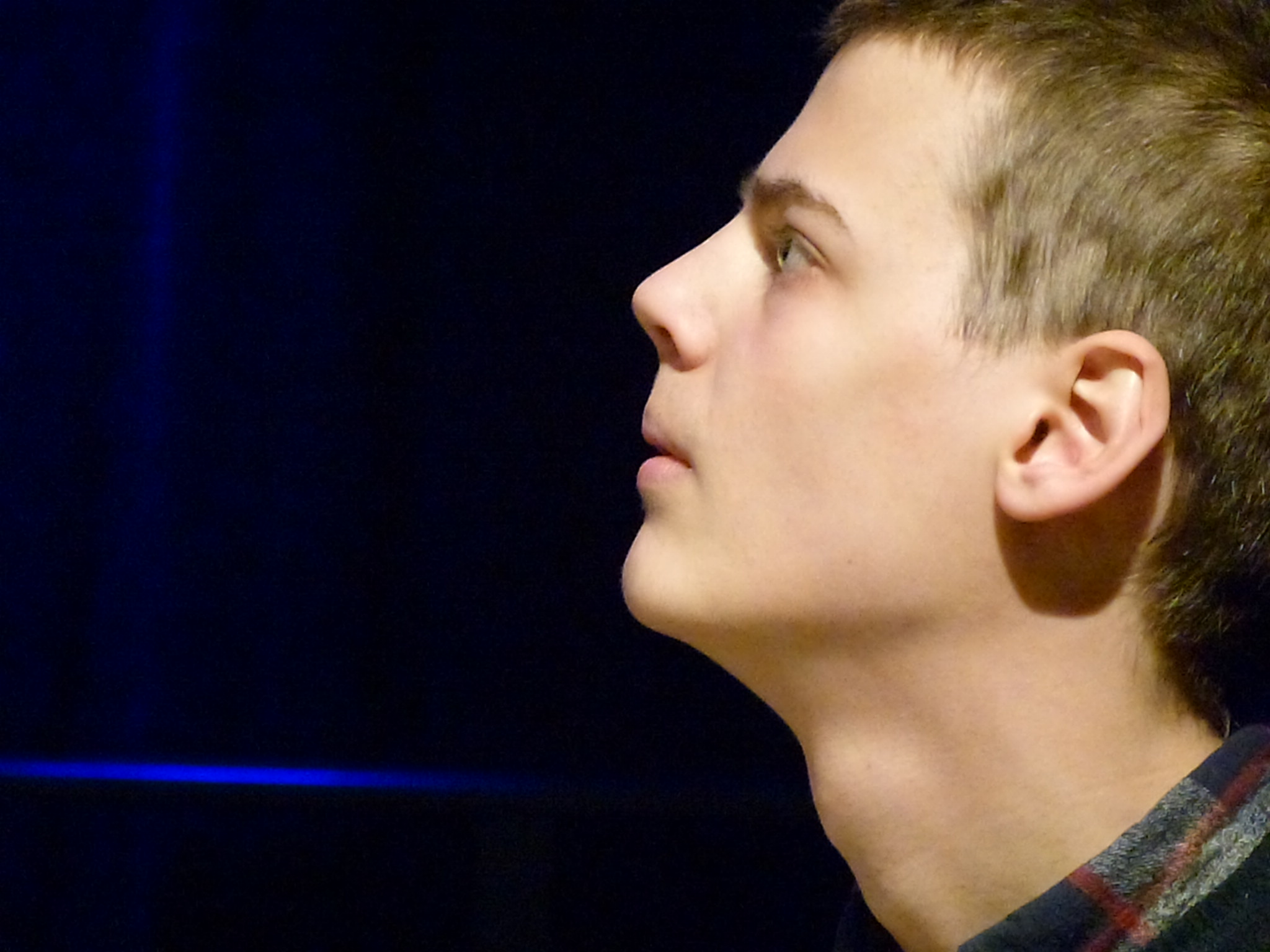
Leif Berger (2016)

Leif Berger (* 28. Februar 1995 in Münster) ist ein deutscher Jazzmusiker (Schlagzeug).

## Leben und Wirken
Berger wuchs in Münster auf. Von 2013 bis 2018 studierte er an der Hochschule für Musik und Tanz Köln Jazz-Schlagzeug bei Jonas Burgwinkel.
Berger gehört zum Quartett von Martin Gasser, zu den Bands von Laura Totenhagen und Riaz Khabirpour, zu Rebekka Zieglers Quartett Salomea und zum Trio Avocado um Moritz Wesp und Alexander Dawo. Zu seiner eigenen Band Der harte Kern gehören Fabian Dudek, Felix Hauptmann, Moritz Wesp, Yannis Anft und Alexander Dawo. Im Trio Delusional Mind mit Yannis Anft und David Helm veröffentlichte er 2022 das Album Melted into Air. Konzerte führten ihn bisher durch Deutschland, Marokko, Belgien, die Schweiz und die Niederlande. Weiterhin arbeitete und spielte er mit Musikern wie Tobias Hoffmann, Hendrik Soll, Sebastian Gramss, Jonas Burgwinkel, Russ Spiegel, Sebastian Gille, Anna-Lena Schnabel, Sabeth Pérez, Rebekka Ziegler, Victor Gelling, DJ Illvibe, Elias Stemeseder, Simon Nabatov, Ben Monder, Seamus Blake, Robert Landfermann, Benny Troschel sowie Felix Henkelhausen (Misanthropic Tendencies, Blackbird Music, 2021) und gastierte auf dem Moers Festival und dem Jazzfest Bonn.  Zu hören ist er auch auf Moritz Stahls Album Traumsequenz (2024) und auf Simon Nabatovs Lovely Music (2024).
Berger unterrichtet seit 2018 Jazz-Schlagzeug am IfM der Hochschule Osnabrück.
2015 gewann Berger beim Wettbewerb um den Hfm Jazzpreis Saar den Claas-Willeke-Solistenpreis. 2018 war er mit Salomea Finalist des Neuen Deutschen Jazzpreises. 2024 wurde ihm das Horst und Gretl Will-Stipendium für Jazz/Improvisierte Musik der Stadt Köln zugesprochen.

## Diskographische Hinweise
- Martin Gasser Blaues Gebet (2016, mit Felix Hauptmann, Alexander Dawo)
- Laura Totenhagen Foliage (Toy Piano 2017, mit Felix Hauptmann, Stefan Schönegg)
- Katrin Scherer's CLUSTER Quartet (Green Deer, 2018, mit Moritz Wesp, Stefan Schönegg)
- Fox / Kaufmann / Kintopf / Berger: Cobra (Klaeng 2021)
- Delusional Mind: Melted into Air (Boomslang Records 2022)[5]
- Percussion: Percussion II (Boomslang Records 2023, mit Felix Hauptmann, Roger Kintopf)[6]